# Luci Volteu
Luci Volteu o Vulteu (en llatí Lucius Voletius o Vulteius) va ser un amic de Luci Cecili Metel pretor l'any 71 aC i propretor el 70 aC a l'illa i província de Sicília. Apareix al discurs In Verrem de Ciceró.